# Dice Rules
Dice Rules is een Amerikaanse documentaire uit 1991 over Andrew Dice Clay. 

## Plot
De documentaire is volgt Clay tijdens zijn optreden in Madison Square Garden.

## Ontvangst
De film ontving erg slechte recensies.
De film was genomineerd, als eerste documentaire ooit, voor drie Razzies maar won er geen.

## Cd
Er werd ook een cd uitgebracht van zijn optreden. Deze cd was een dubbel-cd waarbij de eerste cd diende als een registratie van zijn show bij Madison Square Garden en de tweede cd was dezelfde show uitgevoerd in een veel stillere kleine comedyclub.